# Patagonischer Skunk
Der Patagonische Skunk (Conepatus humboldtii) ist eine von vier Arten der Weißrüsselskunks innerhalb der als „Stinktiere“ bekannten Skunks. Er ist in Patagonien im Bereich der Südspitze des südamerikanischen Festlands verbreitet und damit die am südlichsten vorkommende Art der Skunks.

## Merkmale
Der Patagonische Skunk erreicht eine Gesamtlänge von etwa 50 bis 60 Zentimetern, wovon auf den  Schwanz 15 bis 18 Zentimeter entfallen. Die Weibchen sind in der Regel etwas kleiner als die Männchen. Das Gewicht liegt bei etwa 1,1 bis 4,5 Kilogramm. Das Fell ist schwarz mit zwei breiten, weißen Streifen, die sich vom Hinterkopf bis zum weitgehend weißen Schwanz ziehen. Eine weiße Gesichtszeichnung fehlt.

## Verbreitung

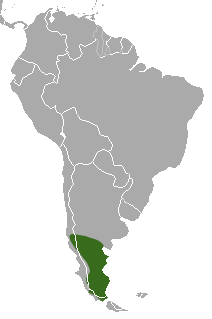
Verbreitungsgebiet des Patagonischen Skunks

Der Patagonische Skunk ist in Patagonien im Bereich der Südspitze des südamerikanischen Festlands im südlichen Chile und Argentinien verbreitet und damit die am südlichsten vorkommende Art der Skunks. Auf den Feuerland-Inseln südlich der Magellanstraße ist er jedoch nicht anzutreffen.
Der Skunk lebt in Gras- und Gebüschland sowie auf Geröllflächen, kann aber auch in der Nähe von menschlicher Siedlungen angetroffen werden. Er kommt in Höhen zwischen 200 und 700 Metern vor.

## Systematik
Der Patagonische Skunk wird als eigenständige Art innerhalb der Gattung der Weißrüsselskunks (Conepatus) eingeordnet, die aus vier Arten besteht. Die wissenschaftliche Erstbeschreibung stammt von John Edward Gray aus dem Jahr 1837 anhand eines Individuums aus dem Gebiet der Magellanstraße im Süden Chiles. Innerhalb der Art werden mit der Nominatform Conepatus humboldtii humboldtii sowie Conepatus humboldtii castaneus und Conepatus humboldtii proteus drei Unterarten unterschieden.
Innerhalb der Weißrüsselskunks stellt der Patagonische Skunk die Schwesterart des Amazonas-Skunk (Conepatus semistriatus) dar, diesen beiden werden die verbleibenden Arten Anden-Skunk (Conepatus chinga) und Ferkelskunk (Conepatus leuconotus) als gemeinsames Taxon gegenübergestellt. In ihrer Gesamtheit stellen die Weißrüsselskunks die Schwestergruppe der in Nord- und Mittelamerika verbreiteten Gattungen der Streifenskunks (Mephitis) und Fleckenskunks (Spilogale) dar. Die Radiation der Arten innerhalb der Weißrüsselskunks fand vor etwa 11,2 Millionen Jahren statt. Damit erfolgte eine Einwanderung auf den südamerikanischen Kontinent lange vor der Bildung der zentralamerikanischen Landbrücke vor etwa 3 Millionen Jahren.

## Gefährdung und Schutz
Der Patagonische Skunk wird von der International Union for Conservation of Nature and Natural Resources (IUCN) aufgrund des relativ häufigen Vorkommens in seinem Verbreitungsgebiet und der vergleichsweise wenig veränderten Lebensräume als nicht gefährdet („least concern“) eingestuft.
Potenzielle Gefährdungen für die Art bestehen vor allem durch die starke Bejagung, speziell zur Gewinnung von Skunksfellen. Diese hatte ihren Höhepunkt in den 1960er und 1980er Jahren, hatte jedoch eine geringere Bedeutung als bei anderen Arten der Gattung. 1983 wurde der Export von Fellen des Patagonischen Skunks in Argentinien und Chile verboten, heute hat nur noch der Handel mit Tieren als Haustiere eine geringe Bedeutung.

## Belege
1. 1 2  Weylan Shaw: Conepatus humboldtii im Animal Diversity Web der University of Michigan Museum of Zoology. Abgerufen: 29. Dezember 2011.
2. 1 2 3 4  Conepatus humboldtii in der Roten Liste gefährdeter Arten der IUCN 2008. Eingestellt von: L. Emmons, K. Helgen, K., 2008. Abgerufen am 29. Dezember 2011.
3. 1 2 3  Katrin Nyakatura, Olaf RP Bininda-Emonds: Updating the evolutionary history of Carnivora (Mammalia): a new species-level supertree complete with divergence time estimates. BMC Biology 10, 2012. doi:10.1186/1741-7007-10-12
4. 1 2 3  Don E. Wilson & DeeAnn M. Reeder (Hrsg.): Conepatus humboldtii (Memento des Originals vom 17. Januar 2017 im Internet Archive)  Info: Der Archivlink wurde automatisch eingesetzt und noch nicht geprüft. Bitte prüfe Original- und Archivlink gemäß Anleitung und entferne dann diesen Hinweis. in Mammal Species of the World. A Taxonomic and Geographic Reference (3rd ed).